# Taneshia Abt
Taneshia Abt (* 9. Dezember 1988 in Berlin) ist eine deutsche Schauspielerin.

## Leben
Taneshia Abt wurde 1988 in Berlin geboren. Ihr Studium absolvierte sie ab 2010 an der Schauspielschule Charlottenburg, welches sie 2013 mit einem Diplom abschloss. 2016 spielte sie am Wiener Schauspielhaus in Cellar Door unter der Regie von Thomas Bo Nilsson die Calise Schrammeyer.
Seit Herbst 2022 ist Abt Mitglied der Deutschen Filmakademie.

## Filmografie (Auswahl)
- 2015: Terra MaX (Fernsehserie, eine Folge)
- 2016: Tatort: Echolot
- 2016: Therapie (Drama/Thriller)[4]
- 2018: Letzte Spur Berlin (Fernsehserie, 3 Folgen)
- 2018: Wuff – Folge dem Hund
- 2019: Jenseits der Angst
- 2019: SOKO Hamburg (Fernsehserie, Folge Mord nach Maß)
- 2020: Nightlife
- 2020: In aller Freundschaft: Korrekturen
- 2020: 2 Minuten (Webserie, 6 Folgen)
- 2020: Notes of Berlin
- 2021: Tatort: Die dritte Haut
- 2021: SOKO Potsdam (Fernsehserie, Folge Wenn es dunkel wird)
- 2022: Der Bergdoktor (Fernsehserie, Folge Scheinwelten)
- 2022: Der Staatsanwalt (Folge Schuld und Gewissen)
- 2022: JGA: Jasmin. Gina. Anna.
- 2022: Ein starkes Team: Abgestürzt (Fernsehreihe)
- 2022: Last X-Mas (Miniserie)
- 2023: Das Leben ist kein Kindergarten: Vaterfreuden (Fernsehreihe)
- 2023: Miss Merkel – Mord im Schloss (Fernsehfilm)
- 2024: Spieleabend